# XRCO賞
XRCO賞（エックスアールシーオーしょう、XRCO Awards）は、毎年XRCOによって、アダルトエンターテインメントに携わる人々に授与される賞。

## 概要
毎年一度、XRCOの会員は候補を推薦するように求められる。会員は全ての賞部門に投票する必要はなく、知見がある分野にのみ投票するよう求められる。授賞式は春に行われ、遅くとも4月の第1週目までに行われる。作品とパフォーマーの一部は、授賞式の期間中、XRCO殿堂入りする。
XRCO賞は 1993年以前の多くの結果の記録が散逸しており、それについての情報の提供を求めている。この賞は、「アカデミー賞の成人向け版」と呼ばれてきた。また、「ポルノの批評家協会賞」とも呼ばれている。